# Max Krook
Max Krook, né en 1913 à Standerton (Afrique du Sud) et mort le 4 août 1985 à Arlington (Massachusetts) est un mathématicien et physicien américain. Il est connu plus particulièrement pour ses travaux sur les méthodes cinétiques (méthode de Bhatnagar-Gross-Krook).

## Biographie
Après des études de sciences à l'Université du Witwatersrand en Afrique du Sud Max Krook obtient un Ph.D. à l'Université de Cambridge en 1938 sous la direction de Arthur Eddington. Il est ensuite embauché par Rudolf Peierls à l'Université de Birmingham.
En 1950 il devient chercheur associé à l'Université de l'Indiana puis au Smithsonian Astrophysical Observatory à Cambridge et à l'Observatoire de l'université Harvard en 1952. En 1956 il devient citoyen américain et rejoint le Harvard John A. Paulson School of Engineering and Applied Sciences (en) de l'Université Harvard, et devient professeur de sciences appliquées dans le département d'astronomie en 1959.

## Ouvrages
- (en) George F. Carrier, Max Krook et Carl E. Pearson, Functions of a Complex Variable: Theory and Technique, SIAM, 2005 (ISBN 0-07-010089-6)